# Dolní Životice
Dolní Životice (deutsch Schönstein) ist eine Gemeinde in Tschechien. Sie liegt 10 Kilometer südwestlich des Stadtzentrums von Opava an der Hvozdnice in der Region Moravskoslezský kraj.

## Gemeindegliederung
Die Gemeinde Dolní Životice besteht aus den Ortsteilen Dolní Životice (Schönstein) und Hertice (Hertitz) sowie der Ortslage Hory (Burghof).

## Sehenswürdigkeiten
- Barockes Schloss Dolní Životice
- Neugotische Pfarrkirche

## Persönlichkeiten
- Johann Larisch von Moennich (1821–1884), österreichischer Großgrundbesitzer und Finanzminister

## Einzelnachweise

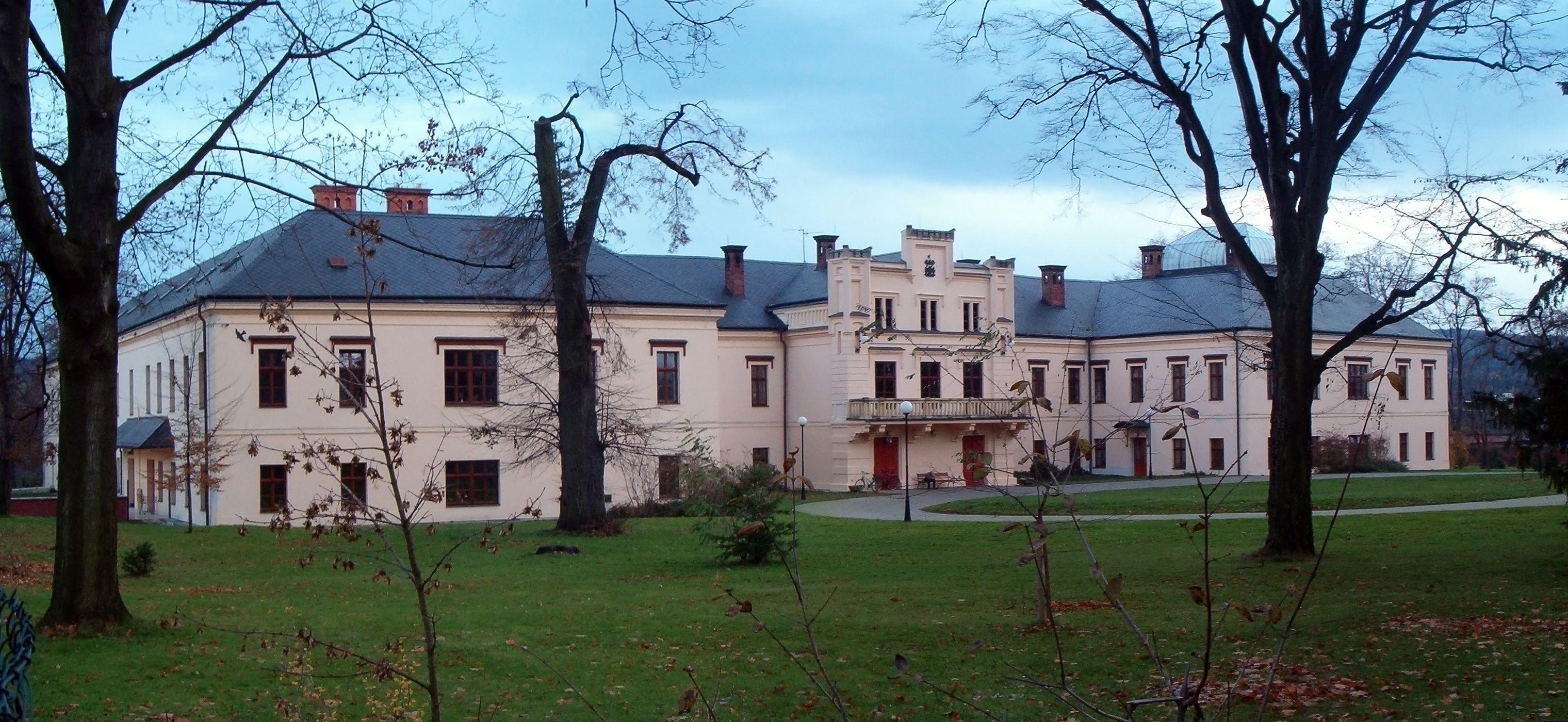
Schloss Dolní Životice (Schönstein)